# Deer Creek (Minnesota)
Deer Creek è un comune degli Stati Uniti d'America, situato nello Stato del Minnesota, nella Contea di Otter Tail.